# Église San Ercolano de Pérouse
L'église San Ercolano (en italien : Chiesa di Sant'Ercolano dite la Bombonniera), est un édifice religieux  dédié à saint Herculan de Pérouse,  datant des XIIIe et XIVe siècles, qui se trouve à Pérouse en Ombrie (Italie).

## Histoire
L'église a été bâtie, intra muros, sur le lieu où en 457, l'évêque Herculan a été martyrisé par les Goths de Totila et ensuite enseveli.
Le projet datant de 1297, d'abord confié à Fra Bevignate et à Giovanni Pisano, a été porté à son terme par Ambrogio Maitani, au XIVe siècle et dédiée au saint en 1317.
L'église était surmontée par une autre de plus petite dimension, laquelle a été détruite au XVIe siècle pendant les travaux de construction de la Rocca Paolina.

## Description
L’édifice est un rare exemple d'« église-tour » à l'extérieur tandis qu'à l'intérieur, sous une ossature de piliers et ogives d'époque gothique, a été insérée une riche décoration baroque.

### Extérieur
L'église, qui a la forme d'une grande tour à plan octogonal, est constituée de deux niveaux.
Sur la façade se trouvent deux grands arcs à ogive, des arcs aveugles plus petits en dessous de la corniche supérieure, avec un escalier à deux rampes datant du XVIIe siècle.

### Intérieur
L'intérieur est de style baroque avec des chapelles en stucs de Jean Regnaud (1682) (dit Giovanni di Sciampagna) et des fresques de Giovanni Andrea Carlone.
Les fresques représentent dans les huit grandes lunettes des épisodes de la Vie de saint Paul, et dans la coupole Saint Paul en gloire avec les saints Grégoire, Augustin et Jean Chrysostome.
Dans la tribune, l'espace central est occupé par une copie du retable des Décemvirs du Pérugin. 
Sur les côtés, deux toiles (Saint Pierre et Saint Paul) de Carlone ainsi que quatre peintures de Mattia Salvucci représentant des Scènes de la vie de saint Herculan (1627). 
Le maître-autel a comme base un sarcophage romain du IIIe ou du  IVe siècle, où est conservée la dépouille de saint Herculan.

## Sources
- Voir liens externes.